# Campionati mondiali di volo con gli sci 2026
I Campionati mondiali di volo con gli sci 2026, ventinovesima edizione della manifestazione organizzata dalla Federazione internazionale sci e snowboard, si svolgeranno a Oberstdorf, in Germania, dal 22 al 25 gennaio e contempleranno esclusivamente gare maschili; saranno assegnati due titoli, uno individuale e uno a squadre.
In seguito all'invasione russa dell'Ucraina del 2022, gli atleti russi e bielorussi sono stati esclusi dalle competizioni.

## Risultati

### Individuale
| Pos. | Atleta | Nazione | Punteggio |
| ---- | ------ | ------- | --------- |
| 1    |        |         |           |
| 2    |        |         |           |
| 3    |        |         |           |
| 4    |        |         |           |
| 5    |        |         |           |
| 6    |        |         |           |
| 7    |        |         |           |
| 8    |        |         |           |
| 9    |        |         |           |
| 10   |        |         |           |

Data: 

Ore: (UTC+1)

Trampolino: Heini Klopfer HS235

### Gara a squadre
| Pos. | Nazione | Atleti | Punteggio |
| ---- | ------- | ------ | --------- |
| 1    |         |        |           |
| 2    |         |        |           |
| 3    |         |        |           |
| 4    |         |        |           |
| 5    |         |        |           |
| 6    |         |        |           |
| 7    |         |        |           |
| 8    |         |        |           |
| 9    |         |        |           |
| 10   |         |        |           |

Data: 

Ore: (UTC+1)

Trampolino: Heini Klopfer HS235